# Vorberge (Geomorphologie)

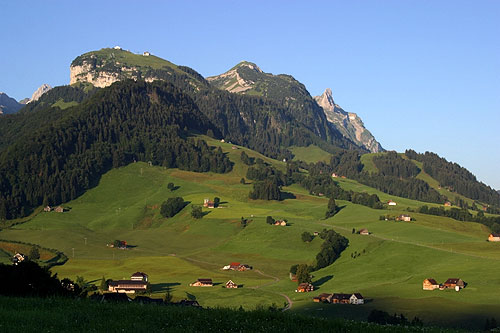
Voralpengebiet Appenzellerland: Blick zu der Ebenalp

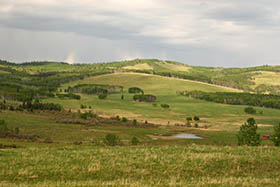
Rocky Mountains Foothills in der Umgebung von Calgary, Alberta

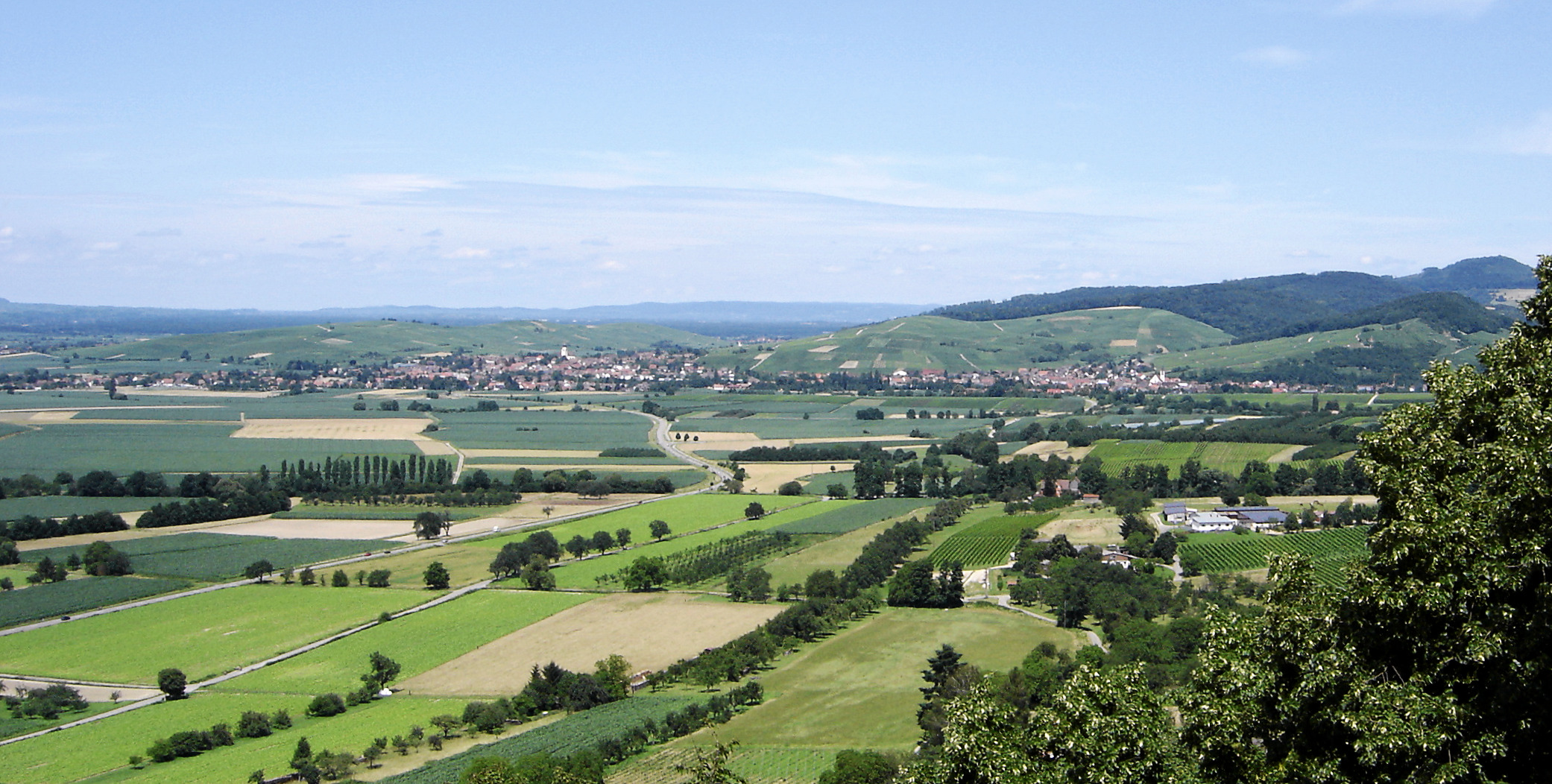
Oberrheinebene und Vorbergzone des südlichen Schwarzwalds – Blick von Burg Staufen in Richtung Westnordwest (Schönberg bei Ebringen rechts im Hintergrund)

Vorberge sind in der Geomorphologie die Hügelketten an der Basis (Fuß) eines Gebirges, die schrittweise aus dem Vorland ansteigen. Die Gipfel übersteigen typischerweise die Waldgrenze nicht, die minder hohen Bergregionen bzw. Hügelgebiete zählen geologisch bereits zu den Gesteinen des Gebirges, geographisch werden sie aber teilweise noch dem Gebirgsvorland zugerechnet, ökologisch entsprechen sie der kollinen Höhenstufe. Als Gebirgsgruppe eines Großgebirges werden Vorberge auch als Randgebirge bezeichnet.
In der Regel beginnen sie als sanfte Hügellandschaft, die heute meist landwirtschaftlich genutzt wird (Weinbau), gewinnen unter Umständen Mittelgebirgscharakter mit ausgedehnter Bewaldung, um dann je nachdem als Vorgebirge mit beginnender Almregion und ausgeprägteren Gipfelformationen in das eigentliche Hochgebirge überzugehen. Sie zählen damit als Übergangszone von der Ökumene zur Subökumene, der bewohnbaren bis bedingt bewohnbaren Zone.

## Beispiele
- die Voralpen der europäischen Alpen
- die Siwaliks an Südrande des Himalaya im indischen Subkontinent
- die zahlreichen Vorberge am Westrande der Rocky Mountains, wie die Colorado Front Range, Klondike Hills im Norden, oder die Foothills of California vor der Sierra Nevada im Süden
- Die Vorbergzone am östlichen Rand der Oberrheinischen Tiefebene